# Бад-Кестріц
Бад-Кестріц (нім. Bad Köstritz) — місто в Німеччині, розташоване в землі Тюрингія. Входить до складу району Грайц.
Площа — 16,85 км2. Населення становить 3704 ос. (станом на 31 грудня 2021).